# Księżyc planetoidy

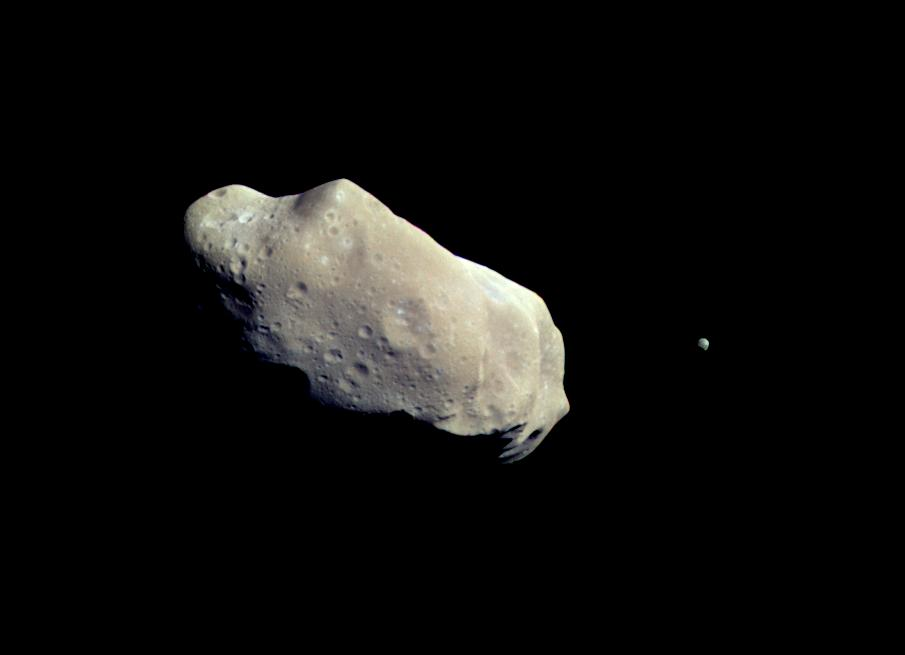
Planetoida z pasa głównego: (243) Ida i jej księżyc Daktyl

Księżyce planetoid lub moonletki (ang. moonlets) – naturalne satelity planetoid. Są to mniejsze planetoidy, obiegające wraz z większym ciałem wspólny środek masy. O tym, czy dane ciało może uchodzić za „księżyc” jakiejś planetoidy, decyduje stosunek rozmiarów obydwu składników układu. Jeśli ciała są zbliżone rozmiarami, uważa się taki układ za planetoidę podwójną.
We wrześniu 2022 znanych było 470 planetoid i obiektów transneptunowych z księżycami (w tym też podwójnych planetoid). Są wśród nich ciała z różnych grup – planetoidy bliskie Ziemi, obiekty głównego pasa planetoid, trojańczycy i obiekty z pasa Kuipera. Ciała te mają rozmiary do kilkunastu czy kilkudziesięciu kilometrów, w przypadku planetoid z pasa głównego, do nawet kilkuset kilometrów w przypadku obiektów transneptunowych.
Pierwszym bezpośrednio zaobserwowanym naturalnym satelitą planetoidy był Daktyl – księżyc planetoidy Idy, odkryty na zdjęciach sondy Galileo w 1993. Wiele księżyców planetoid zostało odkrytych metodą pośrednią, w wyniku analizy krzywych zmian jasności tych ciał niebieskich. Niektóre planetoidy mają więcej niż jeden księżyc, rekordzistką jest (130) Elektra, którą okrążają trzy znane księżyce. Niektóre obiekty mają też pierścienie, pierwszy taki system odkryto wokół (10199) Chariklo.

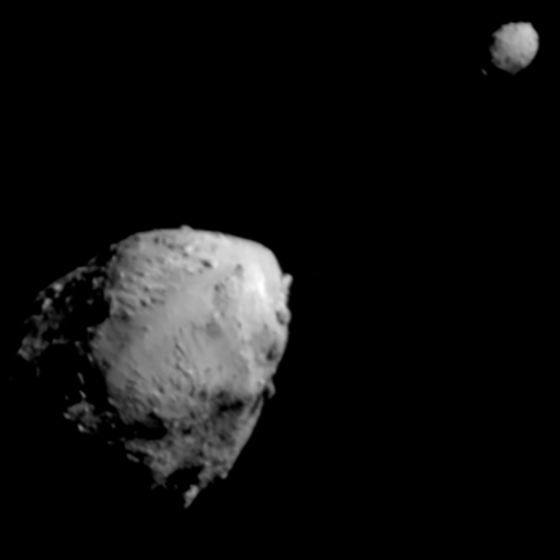
Bliska Ziemi planetoida (65803) Didymos i jej księżyc Dimorphos

Dimorphos, księżyc planetoidy (65803) Didymos, był przedmiotem pierwszego testu obrony planetarnej. We wrześniu 2022 roku amerykańska sonda DART zderzyła się z tym księżycem, zmieniając jego orbitę wokół głównego składnika.